# Сен-Мишель-де-Льон
Церковь Сен-Мишель-де-Льон (фр. Saint-Michel-des-Lions) — одна из четырёх основных церквей французского города Лимож. Львы в названии церкви появились благодаря двум каменным львам галло-римской эпохи, взятым из ограды древнего кладбища и с XIII века стоящим у южных ворот церкви.
Церковь известна тем, что в склепе за алтарём хранятся мощи первого епископа Лиможа и святого покровителя Аквитании Марциала Лиможского, которые вместе с мощами других святых один раз в семь лет торжественно проносятся по улицам Лиможа в рамках остенсивного шествия, устраиваемого в Праздник почитания святых.

## История здания

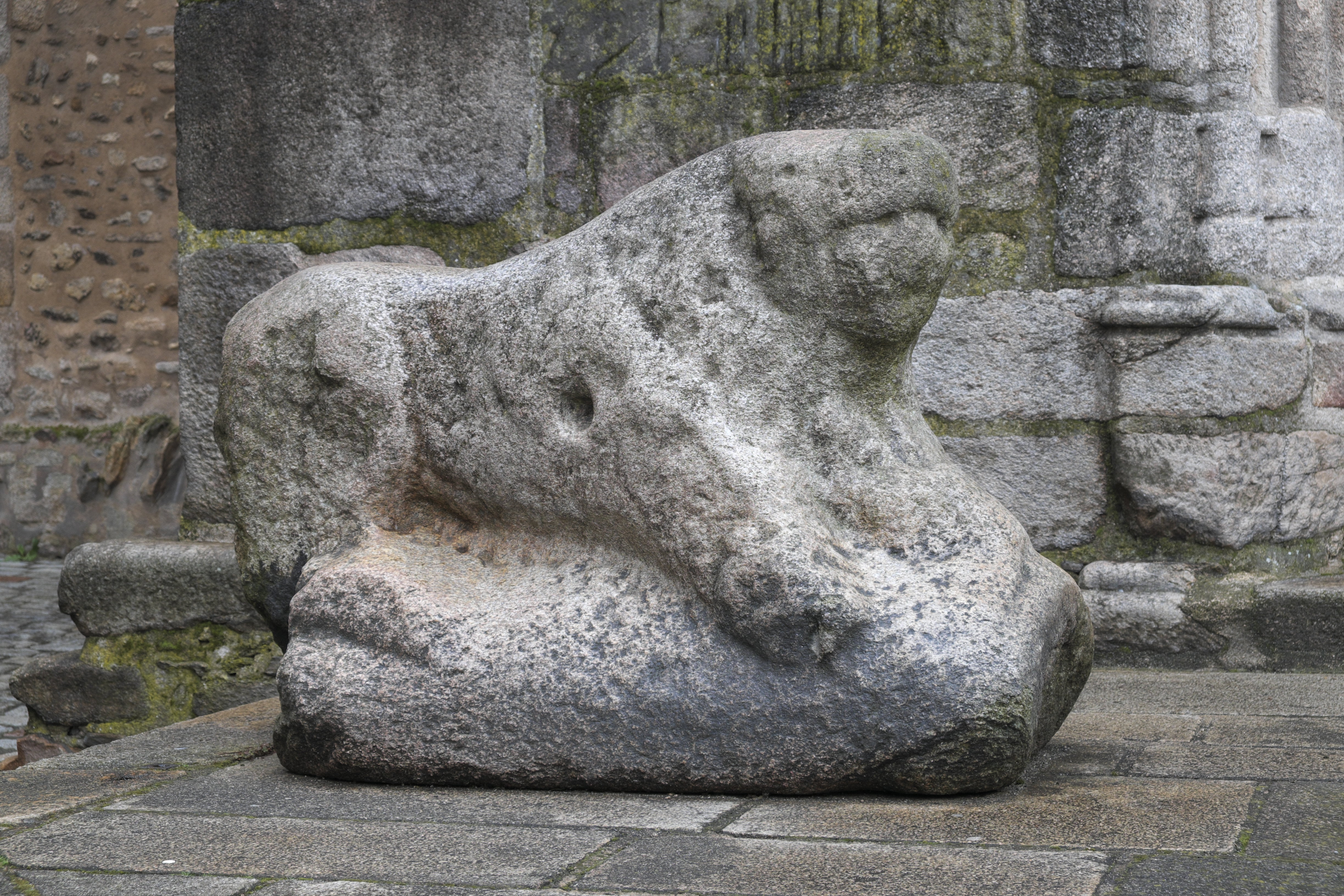
Один из каменных львов

Изначально на этом месте находилась обычная часовня, окружённая кладбищем, на котором стали хоронить монахов аббатства святого Марциала после того как кладбище самого аббатства было заполнено. Место для кладбища и часовни было выбрано на вершине холма, а часовня была посвящена архангелу Михаилу, в надежде, что он с высоты холма будет предупреждать горожан об опасностях. В последующем на месте часовни была построена приходская церковь, которая, как и другие здания городского квартала Château (так называемой «светской» части исторического центра города, где властвовали виконты Лиможа), пострадала от крупного пожара в 1112 (по другим источникам в 1122) году.
Каменные львы, которые в наше время стоят у ворот современной церкви, занимали тут своё место ещё в 1286 году.
Здание церкви в её современном облике выполнено в готическом стиле; его возведение было начато в 1364 году. Дальнейшие реконструкции предпринимались в XIV и XV веках. Церковь увенчана так называемой лимузенской колокольней (подобно Лиможскому кафедральному собору), которая заканчивается металлическим шаром. Особенность лимузенских колоколен заключается в том, что у своего основания они имеют квадрат в проекции, по мере возвышения переходящий в восьмиугольник, а верхушка всегда венчается медным шаром, выполняющим рутинную функцию молниеотвода.
С архитектурной точки зрения здание церкви представляет собой зальный храм, поскольку сообщающиеся между собой неф и боковые нефы имеют примерно одинаковую ширину и высоту. Высокий неф поддерживается изящными тонкими колоннами.

## Реликвии церкви

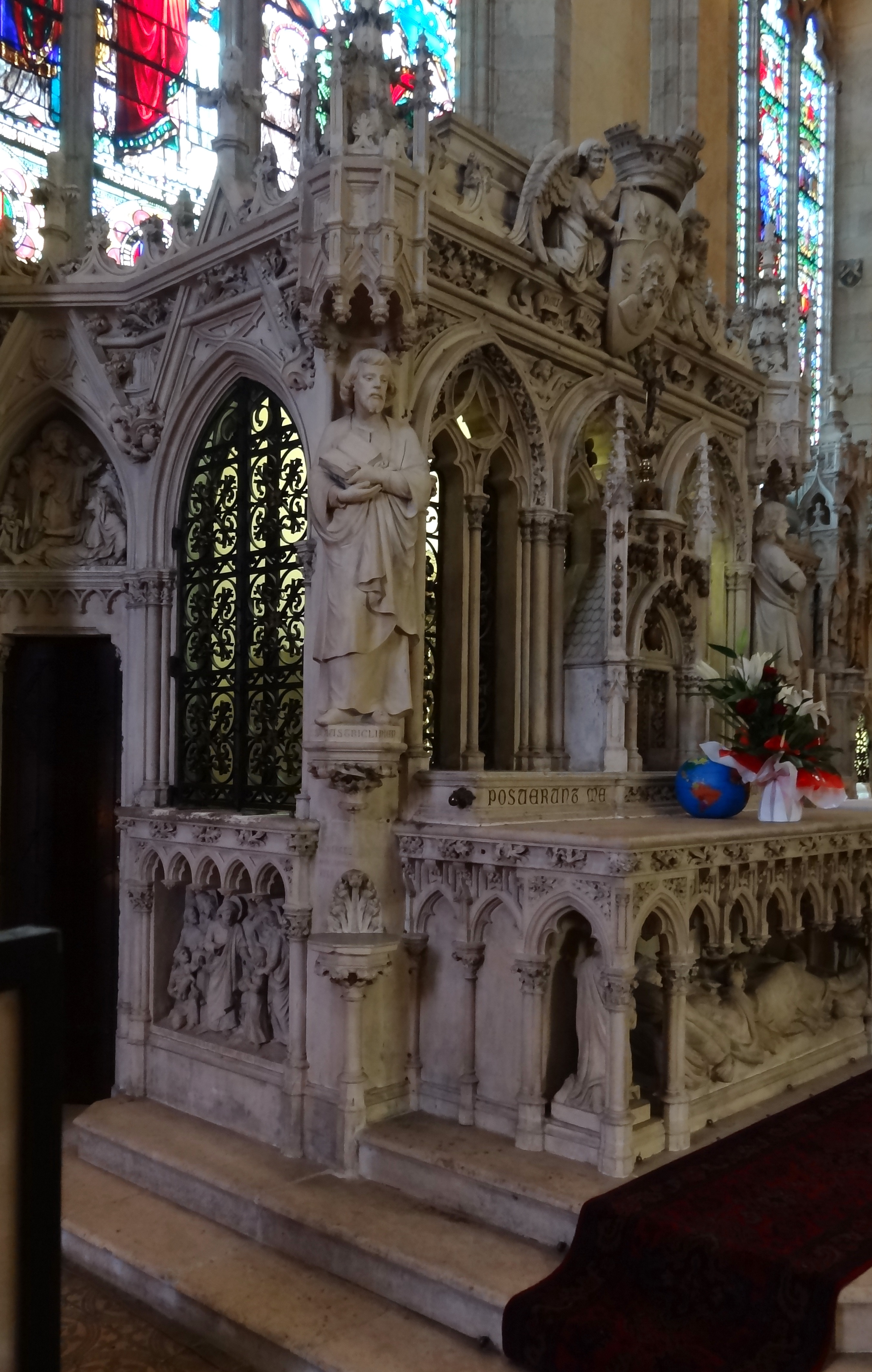
Гробница с мощами святого Марциала за алтарём церкви

В церкви хранятся мощи святого Марциала, реликвии которого до сих пор особо почитаются у паломников. Забота о реликвиях святого Марциала вверена Великому братству Святого Марциала, а также Братству носителей раки. В этой церкви также хранятся мощи святого Лупа (епископа Лиможа, умершего в 637 году) и святой Валерии, о которых заботятся два отдельных братства. Эти реликвии хранятся в отдельных усыпальницах за алтарём, построенных в XIX веке из известняка, в декоре которых использованы сцены из жизни святого Марциала и его чудеса. Останки святых были перенесены в церковь из гробниц аббатства святого Марциала.

## Интерьер церкви

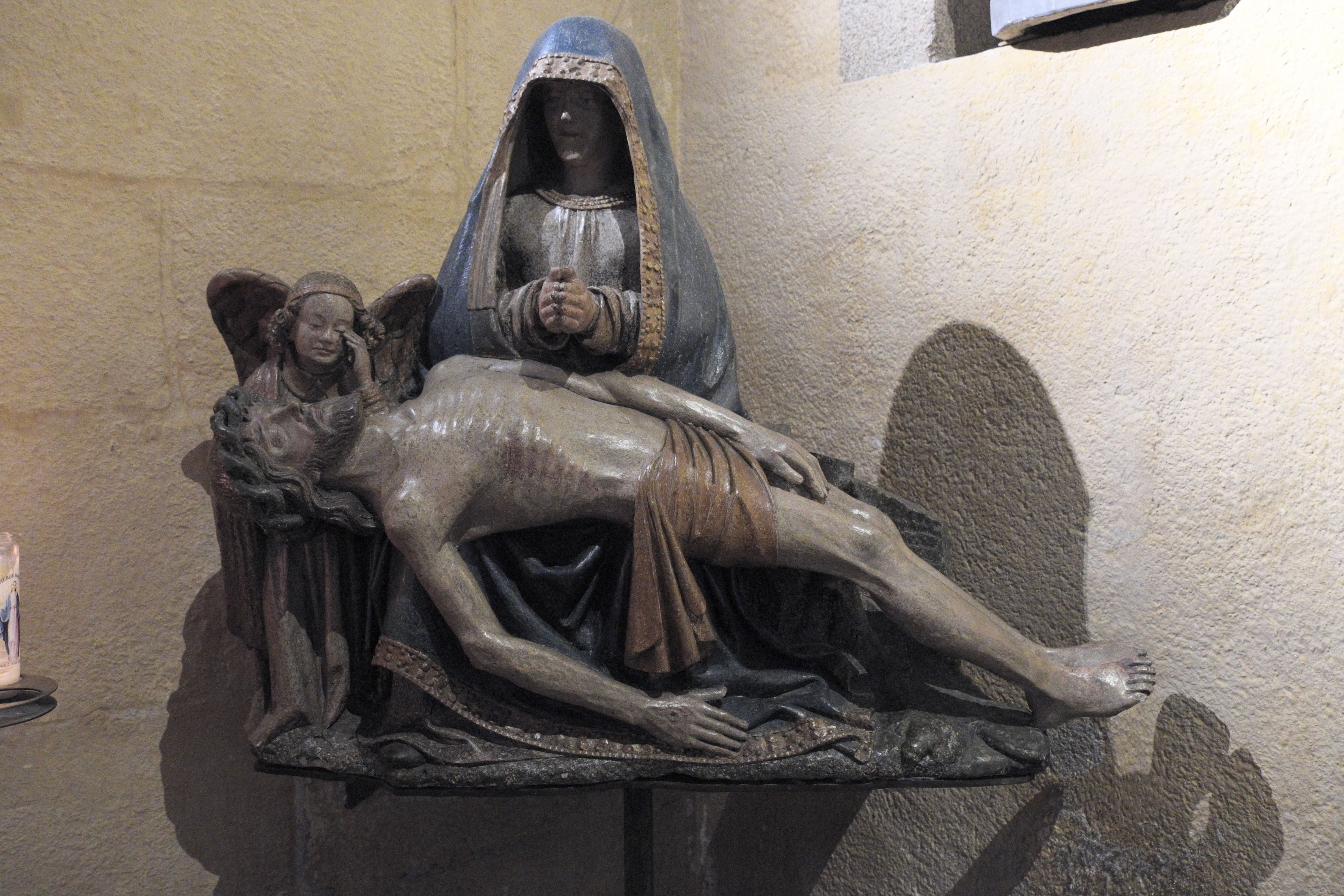
Пьета. XV—XVI вв.

Церковь обладает красочным внутренним убранством. Среди элементов интерьера можно особо отметить:
- Две пьеты, датированные XV веком
- Два витража XV века, показывающих житие Иоанна Крестителя и Девы Марии
- Статуя святой Валерии XV века